# 玛丽·维特罗夫斯卡
玛丽·维特罗夫斯卡（捷克語：Marie Větrovská，1912年6月26日—1987年5月21日），捷克女子竞技体操运动员。她曾代表捷克斯洛伐克参加1936年夏季奥林匹克运动会体操比赛，获得女子团体全能银牌。